# 무사 디아비
무사 디아비(프랑스어: Moussa Diaby, 1999년 7월 7일 ~ )는 프랑스의 축구 선수이다. 포지션은 윙어이며, 현재 알이티하드에서 뛰고 있다.